# Petrus Riga
Petrus Riga (* um 1140; † 1209) war ein französischer Geistlicher, Dichter und Kanoniker an der Kathedrale von Reims. In lateinischer Sprache verfasste er die Aurora, eine im späteren Mittelalter einflussreiche Versbibel.
In spätmittelalterlichen Manuskripten wird er auch oft als Petrus de Riga bezeichnet, was fälschlicherweise eine Herkunft aus dem lettischen Riga suggeriert. Er studierte in Paris.
Beichner gibt 1965 248 erhaltene Handschriften an. Seither wurden noch weitere gefunden, wie z. B. Cod.Sal.IX,30  und Cod.Sal.IX,62, die beide in der Heidelberger Universitätsbibliothek liegen und auch digital verfügbar sind.

## Handschriften
- Universitätsbibliothek Heidelberg, Cod.Sal.IX,30
- Universitätsbibliothek Heidelberg, Cod.Sal.IX,62
- Biblioteca Apostolica Vaticana, Pal. lat. 1724
- Universitätsbibliothek Heidelberg, Pal. lat. 1722 der Biblioteca Apostolica Vaticana
- Universitätsbibliothek Heidelberg, Pal. lat. 1725 der Biblioteca Apostolica Vaticana
- Stiftsbibliothek Engelberg, Cod. 117